# Eduardo Barbosa
Eduardo Katsuhiro Barbosa (ur. 16 listopada 1991) – brazylijski judoka. Olimpijczyk z Tokio 2020, gdzie zajął 32. miejsce w wadze lekkiej.
Uczestnik mistrzostw świata w 2021, a także medalista w drużynie w 2017, 2019 i 2021. Startował w Pucharze Świata w latach 2015–2017, 2019, 2020 i 2023. Triumfator igrzysk Ameryki Południowej w 2014. Złoty medalista mistrzostw panamerykańskich w 2017 i srebrny w 2020 roku. 

## Letnie Igrzyska Olimpijskie 2020
| Konkurencja | Eliminacje               | Klas. końcowa |
| Konkurencja | Przeciwnik I             | Miejsce       |
| ----------- | ------------------------ | ------------- |
| 73 kg       | Guillaume Chaine (FRA) P | 32.           |